# 蒼藍雷霆 GUNVOLT 2
《蒼藍雷霆 GUNVOLT 2》是一款由Inti Creates開發與發行的2D橫向捲軸遊戲，2016年8月25日在任天堂3DS上發售。本作是2014年《蒼藍雷霆 GUNVOLT》的續作。故事發生在充滿超能力者的未來世界，這些超能力者被稱為「第七波動」。前作中主角鋼伏特成功阻止了皇神集團的陰謀，然而另一股由超能力者組成的新勢力「伊甸」正從海外襲來。不過這次主角有一位新的戰友，昔日的宿敵亞裘拉將一同並肩作戰。
在本作3DS版發售的同時，包含系列兩代作品的《蒼藍雷霆 GUNVOLT 強襲合輯》也一併發售。Switch版《強襲合輯》於2017年8月31日發售，繁體中文版預定在2018年12月6日於台港地區發售。PlayStation 4版《強襲合輯》於2020年4月23日推出。Windows版於2020年6月23日推出。
2018年5月，官方宣布將推出系列新作《銀白鋼鐵 X THE OUT OF GUNVOLT》（白き鋼鉄のX THE OUT OF GUNVOLT），該作屬於外傳性質，由亞裘拉擔任主角。
2020年6月27日，官方宣布系列續作《蒼藍雷霆 GUNVOLT 3 鎖環》（蒼き雷霆 ガンヴォルト 鎖環）已開始製作，新登場人物「麒麟」將成為可操作角色，暫定於任天堂Switch平台發售。

## 遊玩方式
《蒼藍雷霆 鋼伏特 爪》是一款2D橫向捲軸動作遊戲，具備類似《洛克人Zero系列》的爽快動作性、以及大量劇情與角色對話等特色。本作系統基本上與前作《蒼藍雷霆 鋼伏特》相同，不過這次不僅能操作主角鋼伏特，也能使用前作中的敵對角色「亞裘拉」（アキュラ）。鋼伏特的戰鬥方式為雷電能力，先使用手槍「鎖定」敵人，再施展「雷擊麟」對敵人造成電流傷害。亞裘拉的戰鬥方式與鋼伏特完全不同，其自身沒有任何超能力，但依靠天才般的科學研發能力，製造出強大的戰鬥裝甲與武器。亞裘拉的武器是一把雷射手槍，普通攻擊是射出一道雷射，射速高且威力不俗。更進階的攻擊技巧，先使用衝刺撞擊到敵人完成「標記」，再對被標記的敵人射出更高威力的雷射且會自動追蹤目標。相比鋼伏特而言，亞裘拉具備更靈活的機動性，不僅能在空中衝刺，還能以斜角方向衝刺（鋼伏特只能向前方衝刺）。如同鋼伏特的「電磁結界」能力，亞裘拉也具備自動閃避的技能「陽炎」（カゲロウ）。
本作多了一位新電子謠精「洛洛」（ロロ），洛洛原本是亞裘拉開發出來的戰鬥支援AI，操控類似浮游炮的飛行機器，協助亞裘拉強化防禦與攻擊性能。當亞裘拉擊敗關卡BOSS之後，洛洛會將BOSS的攻擊招式複製起來，轉變成亞裘拉的特殊招式。作為電子謠精，洛洛同樣擁有「閃蝶之歌」（Song of Diva）的歌唱能力，當亞裘拉死亡時有一定機率發動此歌曲，原地復活並且能力大幅強化。

## 人物介紹

### 鋼伏特陣營
鋼伏特（Gunvolt，聲：石川界人）
本作男主角，代號為「GV」，本名不詳，第七波動為操縱雷電的「蒼藍雷霆」，使用武器為電磁加速槍「飛針引導者」，可對目標發射特製避雷針，藉此施展強力電流攻擊對手。前作結尾被阿西莫夫擊傷瀕死時為慕爾芙附身，因此得救並使能力進一步強化，但同時卻深受失去師父與席安的創傷四處流浪，後來被女學生櫻華收留。如今由於席安的能力被伊甸組織分裂奪走，又再度捲入紛爭之中。
席安（Shian，聲：櫻川惠）
本作女主角，本人實際上在前作已被阿西莫夫槍擊身亡，但其第七波動「電子謠精」具現化而出的分身慕爾芙附身於鋼伏特身上而繼續存留。故事開始時被潘緹拉以幻夢鏡分裂靈魂，只能勉強以幼女的姿態現身。
櫻華（Ouka，聲：近藤玲奈）
無能力者女學生，但不知為何可以看到席安。曾受到GV幫助擺脫不良能力者的糾纏，因此收留了流浪的兩人。似乎有經營財閥的父母支援而住在相當大的房屋。
曉悟（Xiao，聲：小見川千明）
協助鋼伏特的通訊員，暱稱為「曉」。本為國外的飛羽組織成員，但因為伊甸的進攻導致同伴全滅，其後也來到櫻華的家中借住。

### 亞裘拉陣營
神園亞裘拉（Acura Kamizono，聲：增尾興佑）
洛洛（RoRo，聲：遠藤祐里香）
神園米契兒（Mytyl Kamizono，聲：櫻川惠）
諾娃（Nori，聲：恒松步）

### 伊甸
潘緹拉（Zonda，聲：名塚佳織、野上翔）
隸屬於皇神的「夢幻鏡」能力者，本作中接露她的真實身分實為伊甸組織的巫女，以一男一女兩個偽裝身分潛入皇神而盜取了許多技術。
天吉安（Tenjian，聲：渡邊紘）
伊甸G7領導人，凍結萬物的「超冷凍」能力者，使用各一把直刀、半圓曲刀與七把冰刃戰鬥，有講話時附帶四字成語的口癖，視為從小一起長大的潘緹拉為義妹。幼年時曾在路邊快餓死時被施捨了有毒的食物，經歷了九死一生後認定無能力者根本不能和平共處，因此支持潘緹拉的理想。劇情中期親自上陣，將整座商業區結凍而與主角們爆發衝突。
提西歐（Teseo，聲：石原朋典）
將物質轉化為電子訊號，使電腦世界於現實顯現的「世界入侵」能力者，說話方式白目、毒舌但似乎沒有惡意。本是從事動畫投稿的創作者，由於國際情勢惡化導致喜歡的網站大量關閉而失業，後被伊甸以齊全的通訊設備誘惑而加入，並從此經營著伊甸的粉絲社群。因使用能力收集情報使建築物化為電子世界，又故意透漏櫻華的情報，過於招搖而被鋼伏特討伐。但伊甸仍從他獲取的情報得知米契兒的藏身處。
高利（Ghauri，聲：澤城千春）
能生成水晶的「稜晶」能力者，街舞舞者，只以唱饒舌歌與押韻的方式和他人對話，而同時被兩位主角吐槽講話太冷場。劇情中期率眾從高速公路攻打城市，並將水晶鋪滿地面急速滑冰，與開來機車的諾娃和亞裘拉展開追逐戰。
妮姬（Desna，聲：Jenya）
能自由操控頭髮的「纏結金髮」能力者，擅長占星術且準確率極高，自稱受到星辰的指引而加入伊甸。被直屬的部下當作女神瘋狂崇拜，甚至認為獲得她的頭髮是一種獎勵，但本人似乎完全沒發覺。受命前往皇神衛星據點取得電子謠精的資料，途中因預知到亞裘拉的到來，而於軌道電梯和他對戰。
寧錄（Milas，聲：大泊貴揮）
「流體」能力者，理論上能夠操控所有流體，但性格粗枝大葉而不擅長清水與海水以外的液體。不滿人類活動汙染海洋而稱無能力者為汙穢，並為了推行自己的海洋環保行動而加入伊甸，潛入下水道密謀破壞自來水設施而與鋼伏特爆發衝突。莫名習慣用海來比喻自己的理想。
阿斯洛克（Asroc，聲：太田一騎）
從指尖發射能量絲線，操縱、強化機械的「傀儡提線」能力者，過去夢想成為糕點師卻屢遭迫害無法如願，因此懷抱強烈的復仇心加入伊甸，將無能力者稱為舊人類試圖取而代之。身旁跟著以能力組裝的機器人「薄餅王冠號」一同戰鬥。在停工的廢棄物處理設施中大量製造兵器，而與前來阻止的亞裘拉爆發衝突。
吉普莉兒（Gibril，聲：榎吉麻弥）
操控金屬的「金屬製品」能力者，外表嬌小但性格殘暴嗜虐的女孩，聽到有人提到自己的身高時會暴怒。視無能力者為垃圾，在街上四處捕捉他們並帶到洋房中做成活屍，因此傳出神隱事件導致行蹤敗露。在戰鬥中被電擊而莫名覺醒了被虐癖，認為感受到戀愛的她劇末向鋼伏特告白，但由於對方太遲鈍而根本沒察覺。

## 開發
2015年2月，Inti Creates在自家的粉絲同樂會上首度公布本作的logo與開發消息。2016年3月，在任天堂直面會中透露了遊戲實機畫面。2016年7月，在日本的獨立遊戲展BitSummit上官方宣布本作將與《鏟子騎士》進行合作企劃，只要在遊戲中使用鏟子騎士的Amiibo，便能與鏟子騎士進行決戰。2017年8月25日，《蒼藍雷霆 鋼伏特 爪》3DS版正式發售，在此同時，收錄了系列兩代作品的《蒼藍雷霆 鋼伏特 強襲合輯》3DS實體版也一併發售。2017年8月31日，Switch版《蒼藍雷霆 鋼伏特 強襲合輯》發售，Switch版強化了畫面解析度、幀數提升到60fps、追加新的樂曲並且包含所有DLC。2018年11月1日，官方宣布Switch版《強襲合輯》將在同年12月6日推出繁體中文版。

## 反響
《蒼藍雷霆 鋼伏特 爪》發售後獲得普遍好評，在Metacritic上獲得了76/100的媒體平均分數。Fami通給予遊戲31/40的評分，評論者認為遊戲風格類似《洛克人系列》但有發展出自己的特色，本作可操作新角色也增添不少趣味。
從發售日起直到2017年5月為止，本作銷量累計約3萬8千份。

## 外部連結
- 官方网站（日語）
- 電子遊戲《蒼藍雷霆GUNVOLT 強襲合輯》官方網站：任天堂Switch、PlayStation 4